# Патерсдорф
Патерсдорф (њем. Patersdorf) општина је у њемачкој савезној држави Баварска. Једно је од 24 општинска средишта округа Реген. Према процјени из 2010. у општини је живјело 1.773 становника. Посједује регионалну шифру (AGS) 9276134.

## Географски и демографски подаци
Патерсдорф се налази у савезној држави Баварска у округу Реген. Општина се налази на надморској висини од 503 метра. Површина општине износи 17,0 km². У самом мјесту је, према процјени из 2010. године, живјело 1.773 становника. Просјечна густина становништва износи 104 становника/km².